# 凯尼斯·梅奖
凯尼斯·梅奖（Kenneth O. May Prize and Medal）是一个在数学史研究方面，由国际数学史学会
(ICHM)"国际间为了鼓励和促进数学史的发展"颁发的奖项。它是为纪念凯尼斯·梅而设置的数学史奖项，1989年设立，由ICHM创办。从那时起，该奖项在ICHM大会上每四年颁奖一次。

## 凯尼斯·梅奖获得者
- 迪尔克·扬·斯追克和阿道夫·安德烈·帕夫洛维奇·尤什克维奇 (1989)
- 克里斯托弗·J·斯克里巴和汉斯·路德维希·伍辛 (1993)
- 勒内·他顿 (1997)
- 尤比瑞阿坦·德·安布罗西奥和蓝丽蓉 (2001)
- 亨克·J·M·博斯 (2005)
- 艾弗·格拉顿·吉尼斯和拉达·查兰·古普塔 (2009)